# Vojtěch Náprstek
Vojtěch Náprstek (Praga, 17 de abril de 1826 - Praga, 2 de septiembre de 1894), también conocido como Vojta, fue un patriota checo, etnógrafo, mecenas de importancia y vehemente luchador por el progreso.

## Biografía
Nació como Adalbert Fingerhut, dado que su padre, Anton Fingerhut, dueño de una destilería, tenía originalmente nombre alemán. Fue el único de siete hermanos en llevar dicho apellido, los otros fueron llamados por la versión checa del mismo: Náprstek. Adalbert cambió oficialmente su nombre a Vojtěch Náprstek en 1880, aunque ya utilizaba la versión checa del apellido desde mucho antes. Tuvo formación de la Escuela Secundaria. Desde pequeño tenía mucha interés en las culturas extranjeras y quería estudiar Orientalismo. Sin embargo, por deseo de su madre empezó a estudiar Derecho en Viena.

### Actividad revolucionaria y exilio
Durante sus estudios participó en los alzamientos populares del año 1848 en Viena y Praga. A consecuencia de su participación en la revolución, se exilió en EE. UU., viviendo diez años en dicho país, donde ejerció ocupaciones tales como: carpintero, bracero, librero y político.
En EE. UU. tuvo una librería, que se convirtió en un centro de gran importancia para los emigrantes provenientes de Checoslovaquia. Vojtěch Náprstek, además, fue miembro de una organización estatal cuyo objetivo fue explorar la tribu de indígenas Dakota. Esto fue, probablemente, el primer estímulo para que se dedicara a la etnografía.

### Retorno a Praga. Crea sede de intelectualidad
En 1858 volvió a Praga y convirtió la cervecería familiar, llamada “U Halánků”, situada en la actual Plaza de Belén, en el centro checo de la intelectualidad. Para ello, le ayudó mucho su madre, Anna Náprstková. En este centro Náprstek promovió la propagación del trabajo educativo, propagó la emancipación de las mujeres y estimuló la difusión del progreso de los hogares (El club americano de señoras).

### Creación de un museo
Náprstek fue considerado “el cónsul checo” por todos los checos residentes en EE. UU. Sus colecciones se engrandecieron; y, por eso, en 1862, convirtió su casa natal en "El Museo Checo de Industria", cuya mayor propulsora fue su madre. Entre los contribuyentes, de colecciones a dicho museo, se pueden nombrar, por ejemplo, a los exploradores Emil Holub, Josef Kořenský, Enrique Stanko Vráz, al zoólogo Antonín Frič o al lingüista Bedřich Hrozný.
La finalidad original del museo, que fue mostrar a la gente las muestras prácticas del progreso, comenzó a perderse poco a poco; además, la importancia de las crecientes colecciones etnográficas fue más significativa. En 1866, cuando la cervecería familiar ya no tenía espacio suficiente, Náprstek ordenó la construcción de un nuevo edificio que, hasta el presente, tiene el nombre de su padre. El Museo de Náprstek.

### Fundación de un club
El 1 de junio de 1888, Vojtěch Náprstek y el pianista Vilém Kurz establecieron juntos El Club de Turistas Checos.

## Cremación
Vojtěch Náprstek fue el primer checo que quería, a su muerte, ser cremado. Sus restos tuvieron que ser transportados a Sajonia, ya que las reglas del entonces imperio austrohúngaro no permitían que una persona fuese cremada.

## Voluntad testamentaria
En su testamento, Náprstek legó sus bienes enteros al museo. Sus colecciones las formaron 46 mil libros y 18 mil fotos.